# A Família Mata
A Família Mata foi uma série de televisão, exibida pela SIC, nos anos de 2011 e 2012, composta por 75 episódios. Adaptada da espanhola La familia Mata.
Trata-se da história de um clã liderado por Artur Mata, um "empresário aldrabão", proprietário da Armasa, que vai fazer o possível e o impossível para manter a sua família unida.
A primeira temporada da série estreou no dia 7 de março de 2011 e terminou no dia 29 de abril do mesmo ano, sendo exibida de forma diária de segunda a sexta-feira, no horário das 21 horas. A segunda temporada, apesar de ter sido produzida juntamente com a primeira, apenas foi exibida no ano seguinte, tendo estreado no dia 7 de julho e terminado no dia 1 de dezembro de 2012. Esta última temporada foi exibida aos sábados à noite.
Devido às baixas audiências registadas no horário das 19h, no dia 3 de julho de 2017, a série voltou a ser transmitida em antena, mas desta vez de segunda-feira a sexta-feira às 18:45h, em episódios duplos, no formato original, em 16:9, e em alta definição. Passadas 2 semanas desde "estreia", a série passou para as 19:15h, tendo sido feito cortes na duração do programa, por motivos de grelha de programação. A transmissão das repetições acabou por ser interrompida no dia 20 de julho de 2017, devido às baixas audiências registadas.

## Elenco
- José Pedro Gomes - Artur Mata
- Rita Blanco - Glória  Sousa Mata
- Marco Horácio - Marco Sousa Mata
- André Nunes - Paulo Aguiar Nunes
- Maya Booth - Susana Sousa Mata
- Victor Espadinha - Alfredo Sousa
- Leonor Vasconcelos - Raquel Mata
- Jano Rassoul - Roberto Mata
- Maria João Abreu - Mónica Sousa
- Miguel Costa - José Nunes
- Pedro Lacerda - Rúben Nunes
- Jorge Henriques - Jorge Silva
- Alda Gomes - Laura
- Octávio de Matos† - Vasco Mata
- Ângela Ribeiro - Lúcia Mata
- Nuno Janeiro - Xavier Nunes
- Cleia Almeida - Eva Mata
- Virgílio Castelo - Dário

### Elenco convidado
- Cecília Guimarães
- Vera Alves
- Sónia Brazão - Teté
- António Camelier - Ângelo, instrutor de capoeira